# 西農莊廣場-東特雷蒙特大道車站
西農莊廣場-東特雷蒙特大道車站（英語：West Farms Square–East Tremont Avenue station），曾被稱為「東177街車站」（英語：East 177th Street station），是紐約地鐵IRT白原路線的一個慢車地鐵站，位於布朗克斯東特雷蒙特大道及波士頓路交界，設有2號線（任何時候停站）與5號線（僅繁忙時段的尖峰方向停站）列車服務。

## 車站結構
| 月台層 | 側式月台 | 側式月台 |
| 月台層 | 北行慢車 | ← 往威克菲爾德-241街 (東180街) ← 往伊斯徹斯特-代里大道 (東180街)                                                                    |
| 月台層 | 尖峰快車 | ← 黃昏繁忙時段不停靠 ← 早上繁忙時段不停靠 →                                                                                         |
| 月台層 | 南行慢車 | ← 經第七大道往夫拉特布什大道-布魯克林學院 (174街) → ← 平日經萊辛頓大道往夫拉特布什大道-布魯克林學院， 黃昏/週末往滾球綠地 (174街) → |
| 月台層 | 側式月台 | |
| 夾層   | 夾層     | 閘機、車站詢問處、Metrocard自動售票機                                                                                               |
| Ground | 街道層   | 出入口 |

此高架車站於1904年11月26日啟用，位於一個大彎上，設有兩個側式月台和三條軌道。中央軌道被5號線列車於尖峰時段尖峰方向使用。北行月台比南行月台長，並可以停靠12節列車。

## 外部連結
- Tremont Avenue entrance from Google Maps Street View
- 178th Street entrance from Google Maps Street View
- Platforms from Google Maps Street View